# ТОЗ-61
ТОЗ-61 — малокалиберная произвольная винтовка калибра 5,6 мм под патрон кольцевого воспламенения для спортивной стрельбы по неподвижным мишеням на дистанцию 50 м. Обладает высокой кучностью и стабильностью боя. Выпускается на Тульском оружейном заводе.

## Конструкция
Ствол, утяжелённый и изготовленный с большой точностью, соединяется со ствольной коробкой двумя направляющими цилиндрами и резьбой. В дульной части ствола на специальном основании крепится намушник со сменными мушками. Спусковой механизм позволяет получить стабильность усилия спуска и величины хода на протяжении большого количества выстрелов, кроме этого в широких пределах обеспечивает бесступенчатую регулировку усилия спуска. Материал ложи — выдержанная ореховая или берёзовая древесина.